# نيكولاس مارتينيز (لاعب كرة قدم أرجنتيني)
نيكولاس مارتينيز (بالإسبانية: Nicolás Martínez)‏ هو لاعب كرة قدم أرجنتيني، ولد في 20 يونيو 1984 في مورون في الأرجنتين. لعب مع تيغري.

## وصلات خارجية
- نيكولاس مارتينيز (لاعب كرة قدم أرجنتيني) على موقع قاعدة بيانات كرة القدم.إي يو (الإنجليزية)
- نيكولاس مارتينيز (لاعب كرة قدم أرجنتيني) على موقع Soccerway.com (الإنجليزية)